# Коржівці (станція)
Коржівці — проміжна залізнична станція 5-го класу Жмеринської дирекції Південно-Західної залізниці на електрифікованій лінії Жмеринка — Гречани між зупинними пунктами Літки (5 км) та Масівці (6 км). Розташована в селищі Лозове Хмельницького району Хмельницької області.

## Історія
Станція відкрита у 1876 році. У 1997 році станція електрифікована змінним струмом (~25 кВ) в складі дільниці Жмеринка — Гречани.
22 вересня 2014 року на станції відбулась аварія — погано закріплена самохідна артилерійська установка, яка перевозилась в одному з вагонів вантажного поїзда, дулом протаранила кабіну машиніста іншого вантажного поїзда, який рухався назустріч. Машиністу вдалося врятуватися від пошкоджень.

## Пасажирське сполучення
На станції Коржівці зупиняються приміські електропоїзди сполученням Жмеринка — Гречани.